# روجير روخاس
روجير روخاس (بالإسبانية: Roger Rojas)‏ (9 يونيو 1990 بتيغوسيغالبا في هندوراس - ) هو مدرب كرة قدم ولاعب كرة قدم هندوراسي في مركز الهجوم. شارك مع منتخب هندوراس تحت 17 سنة لكرة القدم ومنتخب هندوراس تحت 20 سنة لكرة القدم ومنتخب هندوراس لكرة القدم. أما مع النوادي، فقد لعب مع نادي الاتفاق ونادي نيكاكسا ونادي ديبورتيفو أوليمبيا.

## وصلات خارجية
- روجير روخاس على موقع الاتحاد الدولي (مؤرشف)  (الإنجليزية)
- روجير روخاس على موقع قاعدة بيانات كرة القدم.إي يو (الإنجليزية)
- روجير روخاس على موقع ناشيونال فوتبول تيمز (الإنجليزية)
- روجير روخاس على موقع Soccerway.com (الإنجليزية)
- روجير روخاس على موقع عالم كرة القدم.نت (الإنجليزية)
- روجير روخاس على موقع AS.com (الإسبانية)